# Bayerwald-Tierpark Lohberg
Koordinaten: 49° 10′ 16,9″ N, 13° 5′ 21,2″ O
Der Bayerwald-Tierpark Lohberg befindet sich im Bayerischen Wald in Lohberg in der Oberpfalz. Er wurde im Jahr 1989 vom damaligen Bürgermeister Helmut Sperl und vom Tierarzt Hans Aschenbrenner gegründet.

## Lage
Der Tierpark befindet sich im Landkreis Cham im Bayerischen Wald.

## Tiere und Anlagen
Der Tierpark beherbergt über 400 überwiegend heimische Tiere, darunter:

### Säugetiere
- Elch
- Poitou-Esel
- Wolf
- Europäischer Biber
- Wisent
- Rothirsch
- Eurasischer Luchs
- Fischotter
- Pastellfuchs (Zuchtform des Rotfuchses)
- Waschbär
- Rentier
- Baummarder
- Steinmarder
- Europäischer Dachs
- Europäische Wildkatze

### Vögel
- Triel
- Großer Brachvogel
- Auerhuhn
- Höckerschwan
- Schneeeule
- Uhu
- Gänsegeier
- Turmfalke